# گریگوری خاخانیان
گریگور داوتی خاخانیان (ارمنی: Գրիգոր Դավթի Խախանյան؛ انگلیسی: Grigory Khakhanyan؛ ۱۰ ژانویه ۱۸۹۶ (O.S. ۲۹ دسامبر ۱۸۹۵) – ۲۲ فوریه ۱۹۳۹) فرد نظامی ارمنی‌تبار که فرمانده سپاه اتحاد شوروی بود.

## زندگی‌نامه
وی در ۱۰ ژانویه ۱۸۹۶ در به دنیا آمد . وی در جنگ جهانی اول در نیروی زمینی امپراتوری روسیه جنگید پیش از اینکه در جریان جنگ داخلی روسیه به بلشویک بپیوندد. وی همچنین برنده جوایزی همچون نشان پرچم سرخ شد. در پاکسازی بزرگ در روز ۱ فوریه ۱۹۳۸ وی دستگیر شد و یک سال بعد در ۲۲ فوریه ۱۹۳۹ در سن ۴۳ سالگی اعدام شد.